# Djuptjärnen (Orsa socken, Dalarna, 677207-145218)
Djuptjärnen är en sjö i Orsa kommun i Dalarna och ingår i Dalälvens huvudavrinningsområde. Sjöns area är 0,026 kvadratkilometer och den är belägen 286 meter över havet.